# Милла-Милла
Милла-Милла (англ. Millaa Millaa) — город в северо-восточной части австралийского штата Квинсленд. Население города по оценкам на 2016 год составляло 514 человек. Город находится в составе региона Тейбллендс, население которого — 45300 человек (2008 год).

## География
Милла-Милла располагается на высоте 830 метров над уровнем моря на плато Атертон. Город расположен в 60 километрах к западу от Иннисфейла, в 24 километрах к югу от Маланды и в 106 километрах к югу от Кэрнса.

## История
На территории будущего города изначально жили люди Дирбал. Первое почтовое отделение открылось в 1919 году.
1 мая 1930 года Джеймс Кенни открыл в городе Милла-Милла фабрику по производству масла. Джеймс был членом Законодательного собрания штата Квинсленд.
Государственная библиотека в городе впервые открылась в 2002 году.